# U-572
| U-572                      | U-572                                                          | U-572                                                          |
| -------------------------- | -------------------------------------------------------------- | -------------------------------------------------------------- |
|                            |                                                                |                                                                |
|                            |                                                                |                                                                |
|                            |                                                                |                                                                |
| Під прапором               | Третій рейх                                                    | Третій рейх                                                    |
| Спуск на воду              | 5 квітня 1941 року                                             | 5 квітня 1941 року                                             |
| Виведений зі складу флоту  | 3 серпня 1943 року                                             | 3 серпня 1943 року                                             |
| Сучасний статус            | затоплений                                                     | затоплений                                                     |
| Проєкт                     |                                                                |                                                                |
| Тип ПЧ                     | Торпедний ДПЧ                                                  | Торпедний ДПЧ                                                  |
| Основні характеристики     |                                                                |                                                                |
| Швидкість (надводна)       | 17,7 вузлів                                                    | 17,7 вузлів                                                    |
| Швидкість (підводна)       | 7,6 вузлів                                                     | 7,6 вузлів                                                     |
| Робоча глибина занурення   | 100 м                                                          | 100 м                                                          |
| Гранична глибина занурення | 220 м                                                          | 220 м                                                          |
| Екіпаж                     | 44 осіб                                                        | 44 осіб                                                        |
| Розміри                    |                                                                |                                                                |
| Довжина найбільша (по КВЛ) | 67,1 м                                                         | 67,1 м                                                         |
| Ширина корпусу найб.       | 6,2 м                                                          | 6,2 м                                                          |
| Висота                     | 9,6 м                                                          | 9,6 м                                                          |
| Середня осадка (по КВЛ)    | 4,70 м                                                         | 4,70 м                                                         |
| Водотоннажність надводна   | 769 т                                                          | 769 т                                                          |
| Озброєння                  |                                                                |                                                                |
| Артилерія                  | одна палубна гармата калібру 88-мм, одна 20-мм зенітна гармата | одна палубна гармата калібру 88-мм, одна 20-мм зенітна гармата |
| Торпедно- мінне озброєння  | 4 носових і один кормовий ТА. 14 торпед або 26 мін             | 4 носових і один кормовий ТА. 14 торпед або 26 мін             |

U-572 — німецький підводний човен типу VIIC, часів Другої світової війни.
Замовлення на будівництво човна було віддане 24 жовтня 1939 року. Човен був закладений на верфі суднобудівної компанії «Blohm + Voss» у Гамбурзі 15 червня 1940 року під заводським номером 548, спущений на воду 5 квітня 1941 року, 29 травня 1941 року увійшов до складу 3-ї флотилії.
Човен зробив 9 бойових походів, в яких потопив 6 (загальна водотоннажність 19 323 брт) та пошкодив 1 судно.
Потоплений 3 серпня 1943 року в Північній Атлантиці північно-східніше Тринідаду (11°35′ пн. ш. 54°05′ зх. д. / 11.583° пн. ш. 54.083° зх. д.) глибинними бомбами американського летючого човна «Марінер». Всі 47 членів екіпажу загинули.

## Командири
- Капітан-лейтенант Гайнц Гірзакер (29 травня 1941 — 18 грудня 1942)
- Оберлейтенант-цур-зее Гайнц Кумметат (18 грудня 1942 — 3 серпня 1943)

## Потоплені та пошкоджені кораблі[3]
| Назва              | Тип                | Належність      | Дата           | Тоннаж (БРТ) | Вантаж                                                                          | Статус     | Місце                                                       |
| Ensis              | танкер             | Велика Британія | 4 квітня 1942  | 6 207        |                                                                                 | пошкоджено | 35°43′ пн. ш. 66°08′ зх. д. / 35.717° пн. ш. 66.133° зх. д. |
| Desert Light       | суховантаж         | Панама          | 16 квітня 1942 | 2 368        | 3 800 т запасів для військово-морської оперативної бази                         | потоплено  | 35°35′ пн. ш. 72°48′ зх. д. / 35.583° пн. ш. 72.800° зх. д. |
| Empire Dryden      | суховантаж         | Велика Британія | 20 квітня 1942 | 7 164        | 7 000 т генеральних вантажів та військових матеріалів                           | потоплено  | 34°21′ пн. ш. 69°00′ зх. д. / 34.350° пн. ш. 69.000° зх. д. |
| Delfshaven         | суховантаж         | Нідерланди      | 7 серпня 1942  | 5 281        | 5 800 т генеральних вантажів та 2 200 т амуніції та інших військових мвтеріалів | потоплено  | 07°24′ пн. ш. 25°37′ зх. д. / 7.400° пн. ш. 25.617° зх. д.  |
| Lot                | нафтоналивне судно | Франція         | 22 червня 1943 | 4 220        | 6 000 т мазуту                                                                  | потоплено  | 23°56′ пн. ш. 43°10′ зх. д. / 23.933° пн. ш. 43.167° зх. д. |
| Harvard            | риболовне судно    | Велика Британія | 14 липня 1943  | 114          | бензин та гас                                                                   | потоплено  | 10°05′ пн. ш. 60°20′ зх. д. / 10.083° пн. ш. 60.333° зх. д. |
| Gilbert B. Walters | риболовне судно    | Велика Британія | 15 липня 1943  | 176          | 1 150 порожніх бочок                                                            | потоплено  | 09°40′ пн. ш. 59°50′ зх. д. / 9.667° пн. ш. 59.833° зх. д.  |